# カグヤ (雑誌)
『カグヤ』は、新書館から発行されていた隔月刊漫画雑誌。

## 概要
2009年9月に創刊。奇数月20日に発売。
『よくばりオトメのトキメキ（ハート）コミック』というキャッチフレーズのもとに、『チーム男子』『乙女系』のどちらかをコンセプトとした作品が掲載されていた。
2011年1月20日発売号からはタイトルを『カグヤSPADE』と改題、キャッチフレーズを『主人公は男子のみ!男子専科の少女漫画誌!!』に改めて再出発を図ったが、同年9月20日発売号限りで休刊となった。

## 主な執筆陣
- 秋月壱葉
- 兄崎ゆな
- 池田乾
- 右京あやね
- かねさだ雪緒
- 牛乳リンダ
- 木村航×伊東フミ
- 後藤晶
- 左近堂絵里
- 立野真琴
- チカ
- 天河藍
- ネツマイカ
- 袴田十莉
- 藤成ゆうき
- ホームラン・拳
- 松下キック
- 松永冴
- ミキマキ
- 森島明子
- 矢吹ましろ×卯崎ひとみ
- 山本景子